# زیگ بی
زیگ بی (به انگلیسی: Zigbee) نمونه‌ای از یک شبکه هوشمند است که بین کمپانیهای معتبر ارائه کننده خدمات برد کوتاه با هزینه کم و با مشخصه دسته ایی از پروتکل‌های ارتباط سطح بالا است که از فرستنده و گیرنده‌های دیجیتال کم مصرف مبتنی بر استاندارد IEEE802 برای شبکه‌های شخصی بیسیم با نرخ ارسال داده پایین استفاده می‌کنند. زیگ بی به منظور تعریف یک تکنولوژی ساده‌تر و ارزانتر از بلوتوث برای شبکه‌های شخصی بیسیم به‌وجود آمده است.
به کمک زیگ بی می‌توان بیش از ۶۴۰۰۰ وسیله را به‌طور بیسیم از طریق شبکه به هم وصل نمود.
در شبکه‌های زیگ بی سه نوع ابزار می‌توان یافت: هماهنگ‌کننده‌ها، مسیریاب‌ها و دستگاه‌های پایانه‌ای. هماهنگ‌کننده‌ها بر آرایش و امنیت شبکه نظارت می‌کنند. مسیریاب‌ها برد شبکه را گسترش می‌دهند و دستگاه‌های پایانه‌ای، عملکردهای حسی یا کنترلی خاص را بر عهده دارند. با این حال اغلب این ابزارها می‌توانند بیش از یک کارایی داشته باشند مثلاً یک دستگاه می‌تواند در عین حال که تجهیزات روشنایی را کنترل می‌کند برای پیام‌هایی که از سایر قسمتهای شبکه می‌آید به‌عنوان مسیر یاب عمل کند.

## ویژگی‌های زیگ بی
- کار در محدوده فرکانس ۲٫۴ گیگا هرتز با سرعت انتقال ۲۵۰ کیلوبیت بر ثانیه (۹۱۵ مگاهرتز در آمریکا با سرعت ۴۰ کیلوبیت بر ثانیه و ۸۶۸ مگاهرتز در اروپا با سرعت ۲۰ کیلوبیت بر ثانیه)
- مصرف توان کم، نرخ ارسال پایین، امنیت و قابلیت اطمینان بالا
- شبکه با پیکره بندی مش (Mesh) - گسترش شبکه با حفظ پایداری
- برد ۱۰ تا ۱۰۰ متر با توجه به قدرت فرستنده و ویژگیهای محیط
- تعریف پروفایل‌های مختلف برای برقراری ارتباط بین دستگاه‌ها به صورت بهینه
- قابلیت تعریف به عنوان دستگاه انتهایی (END Device) و حالت خواب برای بالابردن مدت کار با هر شارژ باتری

## تکنولوژی ZigBee
دلیل انتخاب این نام برای این پروتکل ارتباطی شباهت آن با طریقهٔ ارتباطی زنبورها می‌باشد. یک زنبور عسل بعد از آنکه منبع جدیدی از غذا را پیدا کند به شکل زیگزاک شروع به حرکت می‌کند. نوع حرکت زنبور حاوی اطلاعاتی از قبیل محل غذا، جهت حرکت و فاصله آن تا کندو را به نزدیک‌ترین زنبور اطلاع می‌دهد.
ZigBee بسیارکم هزینه، کم قدرت و دارای شبکه‌های بی‌سیم مش استاندارد است. کم هزینه اجازه می‌دهد تا این فناوری به‌طور گسترده‌ای در کنترل بی سیم و برنامه‌های کاربردی نظارت مستقر شده است. قدرت کم هنگام استفاده اجازه می‌دهد تا کارکرد طولانی‌تر با باتری‌های کوچک‌تر میسر باشد. شبکه‌های مش، قابلیت اطمینان بالا و محدوده گسترده‌تری را فراهم می‌کند. ارائه کنندگان تراشه ZigBee معمولاً رادیوهای یکپارچه و میکروکنترلرها بین ۶۰ کیلوبایت و ۲۵۶ کیلوبایت حافظه به فروش می‌رسد.
عملیات ZigBee در باند رادیویی صنعتی، علمی و پزشکی (ISM)، ۸۶۸ مگاهرتز در اروپا، ۹۱۵ مگاهرتز در ایالات متحده آمریکا و استرالیا، و ۲٫۴ گیگاهرتزد در بسیاری از حوزه‌های قضایی در سراسر جهان است. نرخ انتقال اطلاعات از ۲۰ تا ۹۰۰ کیلوبیت / ثانیه متفاوت است.
لایه شبکه ZigBee بومی از هر دو شبکه‌های ستاره و درخت، و شبکه‌های مش عمومی پشتیبانی می‌کند. هر شبکه باید یک دستگاه هماهنگ‌کننده و کنترلگر پارامترهای آن و تعمیرات اساسی را ایجاد نماید. در شبکه ستاره، هماهنگ‌کننده باید واقع در گره مرکزی باشد. هر دو درخت و شبکه اجازه می‌دهد تا با استفاده از ZigBee به گسترش ارتباطات در سطح شبکه دست یافت.
ZigBee ایجاد شده بر لایه فیزیکی دارای کنترل دسترسی متوسط تعریف شده در استاندارد IEEE 802.15.4 (2003 نسخه) برای نرخ WPAN است. خصوصیات برای تکمیل این استاندارد با اضافه کردن چهار قسمت اصلی است: لایه شبکه، لایه کاربردی، اشیاء دستگاه‌های ZigBee (ZDOs) و اشیاء تعریف شده توسط تولیدکننده نرم‌افزار است که اجازه سفارشی سازی و یکپارچه سازی را صادر می‌کند. علاوه بر اضافه کردن دو لایه شبکه در سطح بالا به ساختار، مهم‌ترین بخش از ZDO قابل بهبود است. این مسئول تعدادی از وظایف، که شامل نگهداری از نقش دستگاه، مدیریت درخواست برای پیوستن به یک شبکه، کشف دستگاه و امنیت است را بر عهده می‌گیرد.
ZigBee در راستای حمایت از شبکه powerline به کار گرفته می‌شود اما رابط با آن را برای اندازه‌گیری هوشمند و دستگاه‌های هوشمند حداقل می‌سازد.
از آنجا که گره ZigBee می‌تواند از حالت خواب به حالت فعال در ۳۰ هزارم ثانیه یا کمتر دست یابد، زمان تأخیر را می‌توان پایین و دستگاه را می‌توان پاسخگو، به ویژه در مقایسه با بلوتوث دانست، که به‌طور معمول حدود سه ثانیه است. از آنجا که گره ZigBee می‌تواند در حالت خواب قرار گیرد، مصرف برق به‌طور متوسط کم شده و در نتیجه عمر باتری طولانی می‌گردد.

## امنیت زیگبی
فناوری‌های بی‌سیم عمدتاً به چهار نوع بلوتوث، وای‌فای، Zwave و ZigBee تقسیم می‌شوند. هیچ فناوری‌ای در برابر حمله کاملاً مصون نیست و ZigBee در فواصل کوتاه جزو فناوری‌های بی‌سیم نسبتاً ایمن است. همه دستگاه‌های Zigbee از رمزگذاری داخلی برای جلوگیری از هک استفاده می‌کنند.
اتحاد استانداردهای اتصال (Connectivity Standards Alliance)، سازمانی که استانداردهایی را برای فناوری Zigbee توسعه می‌دهد، از یک برنامه صدور گواهی برای اطمینان از رعایت این استانداردهای امنیتی توسط تولیدکنندگان استفاده می‌کند.

## علامت تجاری
اتحادیه ZigBee یک گروه از شرکت هاست که به حفظ و انتشار استانداردهای ZigBee می‌پردازد. واژه ZigBee ثبت علامت تجاری این گروه بوده و یک استاندارد فنی نیست. انتشارات اتحادیه اجازه می‌دهد که برخی از فروشندگان OEM به ایجاد محصولات سازگار بپردازند. رابطه بین IEEE 802.15.4 و ZigBee مشابه بین IEEE 802.11 و علائم Wi-Fi است.

## پروانه
خصوصیات ZigBee برای مقاصد غیر تجاری رایگان برای عموم مردم در دسترس است. ورود در سطح ZigBee، به نام Adopter، دسترسی به مشخصاتی خواهد داد که هنوز منتشر نشده و اجازه برای ایجاد محصولات در بازار با استفاده از مشخصات صادر نکرده است. الزامات مورد نیاز برای عضویت در اتحادهای ZigBee باعث می‌شود مشکلاتی را برای توسعه دهندگان منبع باز به دلیل درگیری‌های هزینه سالانه با مجوز عمومی GNU است. برای توسعه دهنده جهت پیوستن به اتحادهای ZigBee به همین ترتیب درگیری با بسیاری دیگر از نرم‌افزار آزاد مجوز ضروری است.

## پروفایل برنامه

### لیست پروفایل‌های نرم‌افزار
 مشخصات منتشر کننده
 اتوماسیون ZigBee خانه
 انرژی ZigBee هوشمند ۱٫۰
 خدمات مخابرات ZigBee

ZigBee بهداشت و درمان
 ZigBee RF4CE

### کنترل از راه دور
 مشخصات در حال توسعه
 انرژی ZigBee هوشمند ۲٫۰
 اتوماسیون ساختمان ZigBee
 خدمات خرده فروشی ZigBee
 لینک نور ZigBee
انرژی ZigBee هوشمند مشخصات V2.0 تعریف پروتکل IP مبتنی بر نظارت، کنترل، اطلاع‌رسانی و به‌طور خودکار تحویل و استفاده از انرژی و آب است. این افزایش از نسخه ZigBee انرژی هوشمند مشخصات، خدمات اضافه کردن پلاگین در وسیله نقلیه الکتریکی (PEV) شارژ، نصب و راه اندازی، پیکربندی و دانلود سیستم عامل، خدمات، اطلاعات و پیام‌های کاربر، کنترل بار، پاسخ به تقاضا پیش پرداخت و اطلاعات عمومی و مشخصات نرم‌افزار رابط برای شبکه‌های سیمی و بی سیم. شرکای تجاری از جمله:
 انجمن Home Grid مسئول بازاریابی و صدور گواهینامه ITU-T G.hn تکنولوژی و محصولات
 اتحاد یه Home Plug Power line
 انجمن بین‌المللی مهندسین خودرو SAE بین‌المللی
 اتحادیه خودکار
 Sun Spec
 Wi-Fi
در سال 2009 RF4CE (فرکانس رادیویی برای مصرف‌کننده الکترونیک) کنسرسیوم و ZigBee Alliance مورد توافق به‌طور مشترک به ارائه یک استاندارد فرکانس رادیویی برای کنترل از راه دور. RF4CE Sigsbee است که برای طیف گسترده‌ای از محصولات الکترونیکی مصرفی مانند تلویزیون و جعبه تنظیم بالا طراحی شده است. بسیاری از مزایای بیش از راه حل‌های کنترل از راه دور موجود، از جمله ارتباطات غنی تر و افزایش قابلیت اطمینان، ویژگی‌های پیشرفته و انعطاف‌پذیری، قابلیت همکاری، و هیچ مانع خط دید می‌باشد که مشخصات RF4CE ZigBee برخی از وزن‌های شبکه می‌کند و همه را پشتیبانی نمی‌کند که برای پیکربندی کوچکتر حافظه برای دستگاه پایین آوردن هزینه، به عنوان کنترل از راه دور لوازم الکترونیکی مصرفی استفاده شده است.

## استفاده
پروتکل ZigBee برای برنامه‌های کاربردی تعبیه شده که نیاز به امتیازات داده پایین و مصرف کم برق در نظر گرفته شده باشد. در نتیجه مقدار بسیار کمی از قدرت استفاده کنید - دستگاه باید عمر باتری حداقل به مدت دو سال به تصویب گواهینامه‌های ZigBee برسد.

## زمینه‌های کاربرد معمولی
 سرگرمی در خانه و کنترل - اتوماسیون خانه، روشنایی هوشمند، کنترل درجه حرارت پیشرفته، ایمنی و امنیت، فیلم و موسیقی
 شبکه‌های حسگر بی سیم - شروع با سنسورهای مجزا مانند Telosb / Tmote Memsic
 کنترل صنعتی
 سنجش جاسازی
 جمع‌آوری داده‌ها پزشکی
 هشدار مزاحم
 اتوماسیون ساختمان

## انواع دستگاه
- دستگاه ZigBee از سه نوع عبارتند از:

 هماهنگ‌کننده‌های ZigBee (ZC): این دستگاه قادر است، هماهنگ‌کننده، به شکل ریشه درخت شبکه و ممکن است پل به شبکه‌های دیگر. دقیقاً ZigBee یک هماهنگ‌کننده در هر شبکه وجود دارد از آن است که دستگاهی است که در اصل از شبکه است. این اطلاعات در مورد شبکه، از جمله اقدام به عنوان مرکز اعتماد و مخزن برای کلید امنیتی است.
 روترهای ZigBee (ZR): عنوان یک تابع کاربردی در حال اجرا، می‌تواند به عنوان یک روتر متوسط عمل می‌کنند، انتقال داده‌ها را از دستگاه‌های دیگر است.
 دستگاه‌های ZigBee پایان (ZED): دارای قابلیت فقط به اندازه گره اصلی (یا هماهنگ‌کننده یا روتر) می‌تواند داده‌ها رله را از دستگاه‌های دیگر تفکیک نماید. این رابطه اجازه می‌دهد تا گره به مقدار قابل توجهی از زمان ادامه یافته و در نتیجه عمر باتری طولانی است. ZED نیاز به کمترین مقدار از حافظه دارد و بنابراین می‌تواند نسبت به ZR یا ZC ارزان‌تر باشد.

## پروتکل
این پروتکل در تحقیقات اخیر الگوریتم ساخت (موقت بر روی بردار فاصله، neuRFon) ساخت شبکه ای تک کاره از گره‌ها به صورت خودکار را صورت می‌دهد. در موارد شبکه بزرگ، شبکه خوشه نیز می‌تواند یک مش یا یک خوشه را تشکیل دهد.
در این نوع از شبکه‌ها، روترها ZigBee معمولاً دارای گیرنده‌های به‌طور مداوم فعال هستند که نیاز به یک منبع تغذیه قوی تر است. با این حال، این اجازه می‌دهد تا برای شبکه‌های ناهمگن که در آن برخی از دستگاه دریافت به‌طور مداوم هستند، در حالی که دیگران فقط زمانی انتقال می‌دهد که یک محرک خارجی شناسایی شده است. به عنوان مثال نمونه ای از یک شبکه ناهمگن است که دارای سوئیچ چراغ بی سیم و گره ZigBee در لامپ ممکن است به‌طور مداوم به عرضه برق متصل شود، در حالی که یک باتری سوئیچ چراغ خواب باقی می‌ماند تا زمانی که سوئیچ پرتاب شده است. سپس دستور به لامپ می‌فرستد، دریافت تصدیق را نیز خواهد داشت. در چنین شبکه ای، گره لامپ حداقل یک روتر ZigBee، اگر نه هماهنگ‌کننده ZigBee گره سوئیچ است به‌طور معمول دستگاه ZigBee است.
گره‌های شبکه خاص به نام روتر ZigBee دارای چراغ‌های انتقال دوره ای برای تأیید به گره‌های شبکه‌های دیگر هستند. گره‌ها ممکن است چراغ خواب، خود را در نتیجه کاهش چرخه و گسترش عمر باتری آنها است. فواصل چراغ بر میزان داده‌ها بستگی دارد، ممکن است آنها از ۱۵٫۳۶ میلی ثانیه به ۲۵۱٫۶۵۸۲۴ ثانیه در ۲۵۰ محدوده کیلوبیت / ثانیه، از ۲۴ میلی ثانیه تا ۳۹۳٫۲۱۶ ثانیه در ۴۰ کیلوبیت و از ۴۸ میلی ثانیه به ۷۸۶٫۴۳۲ ثانیه در ۲۰ کیلوبیت / ثانیه می‌باشد. با این حال، وظیفه عملیات چرخه با فواصل چراغ طولانی نیاز به زمان‌بندی دقیق دارد که می‌تواند در تضاد با نیاز به هزینه محصول پایین باشد. به‌طور کلی، پروتکل ZigBee جهت به حداقل رساندن زمان، به منظور کاهش استفاده از قدرت است. در شبکه، گره فقط نیاز به فعال سازی دارد در حالی که یک فانوس دریایی در حال انتقال است. IEEE استاندارد ۸۰۲٫۱۵٫۴–۲۰۰۳ در ماه مه سال ۲۰۰۳ به پایان رسید و توسط نشر IEEE 802.15.4-2006 جایگزین شده است. در تابستان سال ۲۰۰۳، نیمه هادی فیلیپس، عمده مش حامی شبکه متوقف شد، سرمایه‌گذاری است. اتحادهای ZigBee در ماه اکتبر سال ۲۰۰۴ اعلام کرد که عضویت در سال گذشته بیش از دو برابر شده و تا به حال به بیش از ۱۰۰ شرکت‌های عضو، رشد در ۲۲ کشور جهان است. عضویت در آوریل سال ۲۰۰۵ به بیش از ۱۵۰ شرکت رشد کرده بود، و دسامبر ۲۰۰۵ از عضویت ۲۰۰ شرکت منتقل شده بود. ویژگی ZigBee در ۱۴ دسامبر ۲۰۰۴ تصویب شد. اتحادیه ZigBee در دسترس بودن از خصوصیات ۱٫۰ را در ۱۳ ژوئن سال ۲۰۰۵ اعلام کرد و به عنوان ZigBee 2004 مشخصات شناخته شد. در سپتامبر سال ۲۰۰۶، ZigBee مشخصات اعلام شده است. در سال ۲۰۰۷، ZigBee PRO، افزایش ZigBee مشخصات نهایی شد. اولین مورد در حال حاضر به نام ZigBee 2004 معروف شد. انتشار نسخه دوم به نام ZigBee سال ۲۰۰۶ بود و به‌طور عمده جایگزین MSG / کوپ دهی ساختار در سال ۲۰۰۴ با «کتابخانه خوشه» شد. نسخه سال ۲۰۰۴ در حال حاضر بیشتر منسوخ است. ZigBee 2007، در حال حاضر انتشار نسخه فعلی، شامل دو پروفیل پشته، مشخصات پشته۱ (به سادگی به نام‌های ZigBee)، برای منزل و استفاده تجاری نور، و مشخصات پشته ۲ (نام‌های ZigBee PRO) می‌باشد. ZigBee PRO ویژگی‌های بیشتر ارائه می‌دهد، از جمله به عنوان ریخته‌گری، مسیریابی و امنیت بالا با تبادل کلید کلید متقارن (SKKE)، در حالی که‌های ZigBee (مشخصات پشته ۱) رد پای کوچکتر را در RAM و Flash را ارائه می‌دهد. هر دو شبکه مش پیشنهاد کامل و کار با پروفیل‌های ZigBee نرم‌افزار است.

## سخت‌افزار رادیو
طراحی رادیویی استفاده شده توسط ZigBee با دقت و هزینه کم در مقیاس بزرگ تولید بهینه شده است. گرچه با رادیوهای ارزان، فرایند احراز صلاحیت ZigBee شامل اعتبار کامل از الزامات لایه فیزیکی است. تمامی رادیوهای مشتق شده از همان اعتبار مجموعه نیمه هادی که همان ویژگی‌های RF را داراست بهره می‌برند. یک لایه uncertified فیزیکی که اختلال در عملکرد دارد می‌تواند طول عمر باتری دستگاه‌های دیگر بر روی شبکه ZigBee را مختل کند. رادیو ZigBee دارای محدودیت‌های بسیار تنگ بر روی قدرت و پهنای باند است؛ بنابراین، رادیو با هدایت داده شده در بند ۶ از آزمایش ۸۰۲٫۱۵٫۴–۲۰۰۶ استاندارد است. اکثر فروشندگان قصد به ادغام رادیو و میکروکنترلر را بر روی یک تراشه تنها کوچکتر شدن دستگاه است. این استاندارد مشخص عمل بدون مجوز ۲٫۴ گیگاهرتز (در سراسر جهان)، ۹۱۵ مگاهرتز (آمریکا و استرالیا) و ۸۶۸ مگاهرتز (اروپا) باند ISM می‌باشد. شانزده کانال در ۲٫۴ گیگاهرتز باند، با نیاز به هر یک از کانال ۵ مگاهرتز از پهنای باند اختصاص داده شده است. باند ۲٫۴ گیگاهرتز فراهم می‌کند تا به ۲۵۰ کیلوبیت / ثانیه، ۹۱۵ مگاهرتز فراهم می‌کند تا از ۴۰ کیلوبیت / ثانیه و ۸۶۸ مگاهرتز نرخ داده‌ها را فراهم می‌کند تا ۲۰ کیلوبیت / ثانیه است. توان داده‌های واقعی خواهد بود کمتر از حداکثر نرخ بیت مشخص شده به دلیل بسته سربار و تأخیر پردازش است. رادیوهای مستقیم دنباله با استفاده از برنامه‌نویسی، گسترش طیف است که توسط جریان‌های دیجیتال به مدولاتور مدیریت کلید زنی تغییر فازی دوتایی (BPSK) در باند ۸۶۸ و ۹۱۵ مگاهرتز استفاده می‌شود، و کلید زنی تغییر فازی مربع (OQPSK) که جبران انتقال دو بیت در هر نماد است که در باند ۲٫۴ گیگاهرتز مورد استفاده قرار می‌گیرد. خام، بیش از حد هوا نرخ داده ۲۵۰ کیلوبیت / ثانیه در هر کانال در باند ۲٫۴ گیگاهرتز، ۴۰ کیلوبیت / ثانیه در هر کانال در باند ۹۱۵ مگاهرتز، و ۲۰ کیلوبیت / ثانیه در باند ۸۶۸ مگاهرتز می‌باشد. انتقال دامنه بین ۱۰ و ۷۵ متر است [نیازمند منبع] (۳۳ و ۲۴۶ فوت) و تا ۱۵۰۰ متر برای‌های ZigBee PRO [نیازمند منبع]، با وجود آن که به شدت وابسته به محیط خاص است. قدرت خروجی از رادیو، 0 DBM (۱ مگاوات) است.

## نرم‌افزار
این نرم‌افزار طراحی شده است تا به راحتی به ریزپردازنده‌های کوچک، ارزان اتصال یابد.

## لایه شبکه
توابع اصلی لایه شبکه را قادر می‌سازد تا استفاده درست از MAC sublayer و فراهم کردن یک رابط مناسب برای استفاده توسط لایه بعدی بالا، یعنی لایه کاربردی است. قابلیت‌ها و ساختار آن‌ها به‌طور معمول به لایه شبکه مانند، از جمله مسیریابی همراه است. از یک سو، موجودیت داده‌ها ایجاد و مدیریت لایه شبکه واحد اطلاعات از اجناس مقرون بصرفه برای حمل و نقل از لایه کاربرد و انجام مسیریابی بر اساس توپولوژی است. از سوی دیگر، کنترل لایه استفاده شده است که برای رسیدگی به پیکربندی دستگاه‌های جدید و ایجاد شبکه‌های جدید وجود دارد. این کنترل همچنین می‌تواند حضور یک گیرنده را در نظر بگیرد که اجازه می‌دهد تا ارتباط مستقیم و هماهنگی MAC را تشخیص دهد. AODV پروتکل مسیریابی مورد استفاده توسط لایه شبکه است. به منظور پیدا کردن دستگاه مقصد، آن را پخش کردن یک درخواست مسیر را به تمام همسایگان خود است.

## لایه کاربردی
لایه کاربردی، بالاترین لایه سطح با مشخصات تعریف شده است و رابط کاربری مؤثر با سیستم ZigBee به کاربران نهایی خود دارد. این شامل اکثریت از اجزای اضافه شده توسط: مشخصات ZigBee: هر دو ZDO و روشهای مدیریت آن، همراه با اجسام نرم‌افزار تعریف شده توسط تولیدکننده است.

## اجزای اصلی
ZDO مسئول برای تعریف نقش از یک دستگاه به صورت هماهنگ یا دستگاه پایان است، همان‌طور که در بالا ذکر شد، بلکه همچنین برای کشف جدید (هاپ) دستگاه موجود بر روی شبکه شناسایی می‌شود. سپس آن را ممکن است در برای ایجاد پیوند امن با دستگاه‌های خارجی یا پاسخ به درخواست الزام‌آور بر این اساس بکار برند.
نرم‌افزار sublayer پشتیبان (APS) از سوی دیگر جزء استاندارد از لایه اصلی است، و به همین دلیل آن را ارائه می‌دهد یک رابط به خوبی تعریف شده و خدمات کنترل است. آن را به عنوان یک پل بین لایه شبکه و سایر اجزاء از لایه کاربرد این نسخه‌ها کار می‌کند و آن را نگه می‌دارد تا به جدول الزام‌آور در فرم از یک پایگاه داده، که می‌تواند مورد استفاده قرار گیرد برای پیدا کردن دستگاه‌های مناسب بسته به نوع خدمات مورد نیاز و کسانی که دستگاه‌های مختلف را ارائه می‌دهند. به عنوان اتحادیه بین دو لایه مشخص شده، آن را نیز راه پیام در سراسر لایه‌های پشته پروتکل می‌داند.